# 小林正明 (環境官僚)
小林 正明（こばやし まさあき、1954年8月3日 - ）は、日本の環境官僚。環境事務次官を最後に退官後、環境省顧問を経て、中間貯蔵・環境安全事業代表取締役社長。

## 人物・経歴
長野県出身。長野県松本深志高等学校を経て、1978年 国家公務員採用上級（甲種）試験（法律）合格。1979年東京大学法学部卒業、環境庁入庁、長官官房秘書課配属。1996年環境庁長官官房秘書課調査官。1997年環境庁企画調整局環境影響評価課環境影響審査室長。2000年環境庁企画調整局環境影響評価課長。2001年環境省総合環境政策局環境影響評価課長。2003年環境省総合環境政策局環境保健部企画課長。2004年環境省総合環境政策局総務課長。2005年環境省大臣官房秘書課長。2008年環境省大臣官房審議官。2010年環境省大臣官房付、東西センター派遣。2011年環境省大臣官房付、地球環境戦略研究機関にて研究休職。2011年環境省大臣官房審議官。2012年環境省水・大気環境局長。2014年環境省総合環境政策局長。2015年地球環境審議官。2016年環境事務次官。2017年退官、環境省顧問兼福島中間貯蔵推進総括室長。2018年辻・本郷税理士法人特別顧問。同年中間貯蔵・環境安全事業代表取締役社長。